# Madagascar en los Juegos Olímpicos de Atenas 2004
Madagascar estuvo representado en los Juegos Olímpicos de Atenas 2004 por ocho deportistas, tres hombres y cinco mujeres, que compitieron en cinco deportes.
La portadora de la bandera en la ceremonia de apertura fue la atleta Rosa Rakotozafy. El equipo olímpico malgache no obtuvo ninguna medalla en estos Juegos.